# Coguvirus
Genre
Taxons de rang inférieur
- espèce-type : Citrus coguvirus

Coguvirus est un genre de virus de la famille des Phenuiviridae, qui comprend deux espèces acceptées par l'ICTV. Ce sont des virus à ARN à simple brin de polarité négative, rattachés au  groupe V de la classification Baltimore. Ces virus infectent des plantes (phytovirus), la gamme de plantes-hôtes étant limitée aux agrumes.

## Étymologie
Le nom générique « Coguvirus » dérive de Concave gum-associated virus, nom d'une souche de l'espèce-type de ce genre, Citrus coguvirus.

## Génome
Le génome, segmenté (bipartite), est constitué de deux molécules d'ARN linéaire à simple brin de polarité négative ou ambisens. 

## Liste des espèces et non-classés
Selon NCBI (14 février 2021) :
- Citrus coguvirus
- Coguvirus eburi
- non-classés
  - Grapevine associated cogu-like virus 1
  - Grapevine associated cogu-like virus 2
  - Grapevine associated cogu-like virus 3
  - Grapevine associated cogu-like virus 4